# M 79 (звёздное скопление)
Messier 79 (англ. M 79, NGC 1904, рус. Мессье 79) — шаровое скопление в созвездии Зайца. Открыто Пьером Мешеном в 1780 году

## Интересные характеристики
M 79 находится на расстоянии около 40000 световых лет от Земли и 60000 световых лет от центра Галактики.
Его считали частью карликовой галактики в Большом Псе.

## Наблюдения

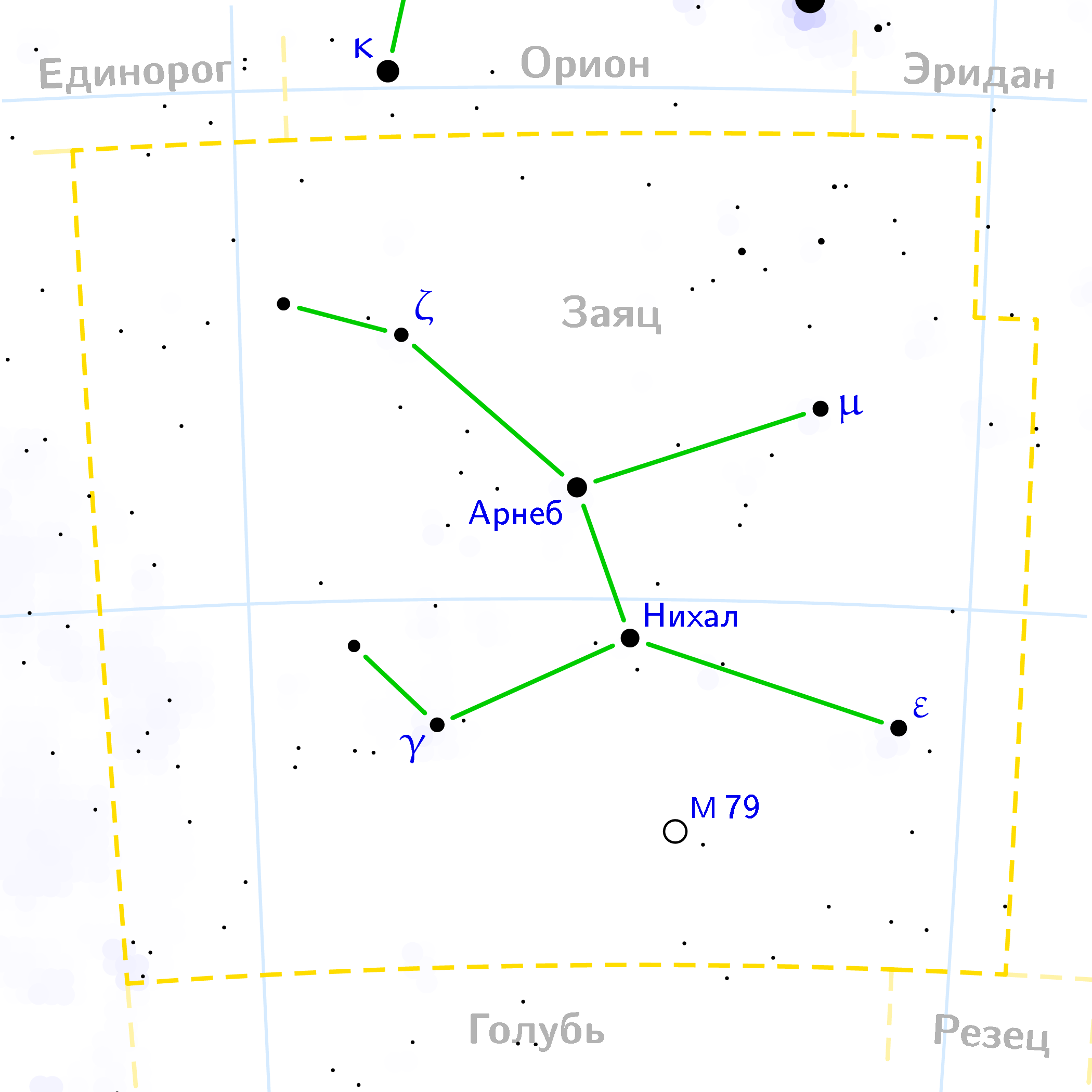
Шаровое скопление M 79 находится в Созвездии Зайца

## Изображения
Гал.долгота 227.2291° 

Гал.широта -29.3515° 

Расстояние 41 000 св. лет